# Марија Гроздановић
Марија Гроздановић (Куманово, 1929) јесте пјевачица српске народне музике.

## Биографија
Марија Гроздановић (Марија Грозданић) рођена је у Куманову 1929. године. Свој пјевачки вијек започела је Београду, гдје је наставила живјети. Прво је положила аудицију за Хор ЈНА, а потом је, 1956. године, положила аудицију на Радио Београду, гдје је постала радио-пјевач. Имала је широк извођачки опус, али су јој најдраже биле врањанске и македонске пјесме. Многи памте њен мецосопран и извођење пјесама Стојанке, бела Врањанке, Стани, моме, да заиграш и Магла паднала в долина. Нарочито је била популарна 60-их и 70-их година XX вијека. Често је била учесник различитих културних манифестација и музичких фестивала.
У току каријере сарађивала је са врхунским музичарима, као што су Радојка Живковић и Тине Живковић, Милорад Миле Урошевић, Бранимир Ђокић, Радослав Граић, Жарко Милановић, Миодраг Тодоровић Крњевац, Властимир Павловић Царевац и други. Снимила је и дуете са Аном Милосављевић и Љубицом Тодоровић. Готово тридесет година је наступала са ансамблом Радојке и Тинета Живковића широм Југославије и Европе.
Родила је сина Ђорђа. Са породицом живи у Београду.

## Дискографија

### Синглови и ЕП-ови
- Пјесме из Србије (као Марија Грозданић), Југотон (1962) (са Народним ансамблом Радојке Живковић)[7]
- Народне песме из Босне Србије, Југотон (1964)[8]
- Хеј, момчићу, ПГП РТБ (1968) (са ансамблом Миодрага Тодоровића Крњевца)[13]
- Соко Бања '68, Београд диск (1968)[6]
- Ти си отишао (као Марија), Студио Б (1973) (са ансамблом Божидара Милошевића)[9]
- Данас је празник/Плачем, ал певам, Југотон (1973)[10]
- Сокол пије вода на Вардарот, Спортска књига (са Народним ансамблом Радојке Живковић)[16]

### Компилације
- Музичка култура 7 (пјесма Све тичице запјевале), ЛОГОС (2011) (са Народним оркестром Жарка Милановића)[12]